# Косівський Гук
Ко́сівський Гук — водоспад в Українських Карпатах (в масиві Покутсько-Буковинські Карпати), геологічна пам'ятка природи місцевого значення. Розташований на річці Рибниця, в межах міста Косова, що в Івано-Франківській області. 
У місті перетину стійких скельних порід річка Рибниця утворює кілька мальовничих каскадів, загальною висотою бл. 2,5 м. 
Косівські водоспади, або «гуки», складаються з двох частин: власне гук — водоспад, і «шум» — та частина річки, куди падає згори вода, утворюючи киплячий котел, вкритий зверху бурхливою білою піною — шумом. «Шум» — це також пороги, якими, шумуючи, збігає вода по похилій скелі. 
2010 року ввійшов до складу регіонального ландшафтного парку «Гуцульщина».